# Die Gänsehirtin am Brunnen
Die Gänsehirtin am Brunnen ist ein Märchen (ATU 923). Es steht in den Kinder- und Hausmärchen der Brüder Grimm ab der 5. Auflage von 1843 an Stelle 179 (KHM 179) und basiert auf Andreas Schumachers Die Gänselhüterin in Hermann Kletkes Almanach deutscher Volksmärchen von 1840.

## Inhalt

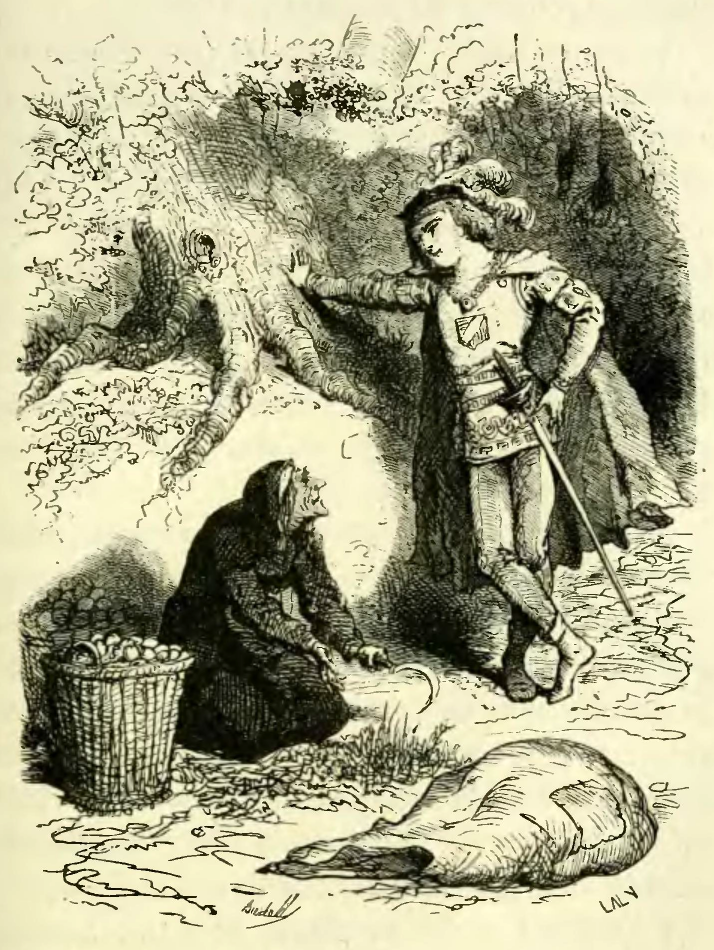
Illustration von Frédéric Baudry

Eine alte Frau lebt in einem Häuschen in der Einöde. Sie versorgt wacker ihre Gänse und ist zu jedermann freundlich, aber die Leute mögen sie nicht besonders und halten sie für eine Hexe. Ein junger Graf begegnet ihr, als sie im Wald Gras und Obst gesammelt hat, und sie lässt es ihn zu ihrem Haus tragen. Dabei macht sie sich über ihn lustig, weil er sich schwerer tut als zuerst gedacht, setzt sich selbst aufs Tragetuch und haut ihm mit Brennnesseln auf die Beine. Zur Belohnung darf er sich auf der Bank vor ihrer Tür in der lieblichen Umgebung ausruhen. Er versteht nur nicht, weshalb die Alte meint, er könnte sich in ihre hässliche alte Tochter verlieben, aber verlässt sie erfrischt mit einem Büchslein aus Smaragd, das ihm die Alte als Geschenk gibt.
Nach drei Tagen findet er aus der Wildnis in eine Stadt, wo er in das Schloss geführt wird. Als er der Königin das Büchslein vorlegt, fällt sie in Ohnmacht, und er soll abgeführt werden. Aber sie erwacht und erzählt ihm unter vier Augen von ihrer jüngsten und schönsten Tochter, der sogar beim Weinen Perlen als Tränen aus den Augen fielen. So eine Träne war in dem Büchslein. Der König hatte sie verstoßen, als sie auf die Frage, wie sie ihn liebte, geantwortet hatte, sie habe ihn so lieb wie Salz. Der Graf soll das Königspaar zu der Hexe führen.
Die Tochter der Hexe sitzt mit ihr im Haus und spinnt. Auf den dreimaligen Schrei einer Nachteule muss sie hinausgehen zu einem Brunnen unter drei alten Eichen. Sie zieht die hässliche Haut vom Gesicht, wäscht sich und die Haut, die sie trocknen lässt, und weint. Als unter dem Grafen, der sie beobachtet, ein Ast knackt, erschrickt sie und verschwindet. Die Alte kehrt das Haus und lässt sie ihre Haut ab- und ihr altes Kleid als Königstochter anlegen. Die Tochter erschrickt, dass sie sie verlassen will. Doch die Hexe erklärt den ankommenden Eltern alles, dann verschwindet sie, und das Häuschen ist ein Schloss mit Dienern.

## Stilistische Besonderheiten

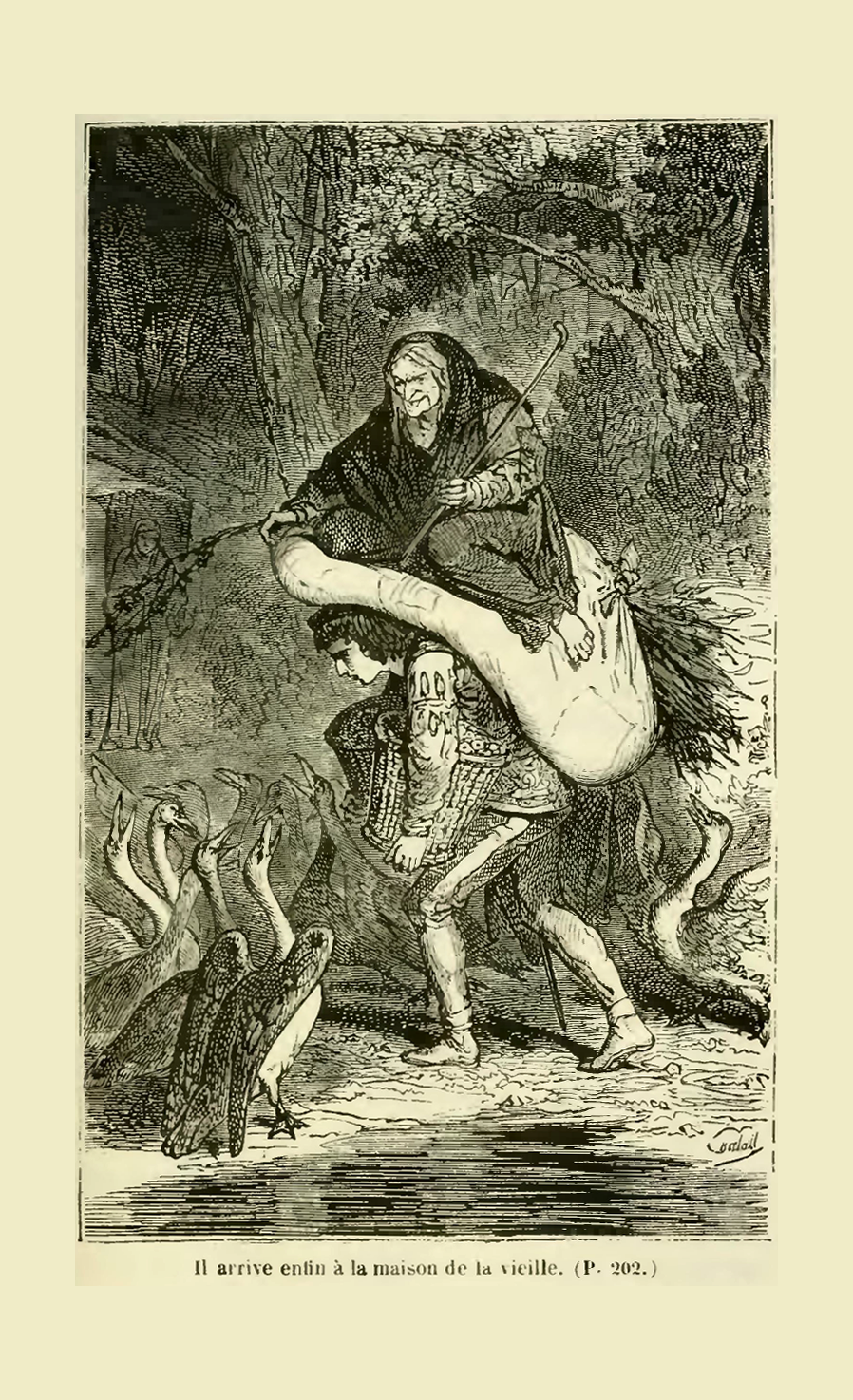
Illustration von Frédéric Baudry

Im Laufe der Erzählung wechselt mehrmals die Perspektive, was für ein Volksmärchen sehr untypisch wäre. Es beginnt mit der Hexe. Der größte Teil scheint dann aus Sicht des jungen Grafen erzählt zu sein. Gegen Schluss springt der Erzähler zu der Königstochter, um sich dann selbst einzuschalten: Aber ich muss wieder von dem jungen Grafen erzählen.
Auch das Gedicht der Hexe gegen Anfang wirkt etwas redundant in seiner Kürze, Einfachheit und Dysharmonie, zumal es das einzige bleibt:
„schau dich nicht um

dein Buckel ist krumm“
Ihr nächster Satz ist „Wollt ihr mir helfen?“, so als hätte sie den jungen Grafen damit verzaubert (wie in Jorinde und Joringel).

## Interpretation
Das zentrale Motiv besteht in der missverstandenen Liebe der Königstochter, die sie mit Salz vergleicht. Statt Tränen weint sie Perlen und Edelsteine. Die alte Frau spricht von „Perlen, schöner als sie im Meer gefunden werden“ (dazu passt das smaragdgrüne Büchslein), was wie der Brunnen, an dem sie weint, große Tiefe andeutet.
Gleichzeitig haben die steinernen Tränen oder die Perlen eine große Härte an sich. Diese Verbindung aus Härte und Tiefe wird durch das Salz versinnbildlicht, das beim Trocknen von Meerwasser entsteht. Die alte Frau, die im ersten Satz als steinaltes Mütterchen vorgestellt wird, hetzt den Grafen in der heißen Sonne den Berg hinauf, wobei ihm die Steine unter den Füßen wegrollen. Perlen haben in vielen Bibelstellen mit Weisheit zu tun und Salz mit Verfluchung, siehe besonders Gen 19,26 .
Dieses Motiv der Ambivalenz oder des Missverstandenen zieht sich durch die gesamte Schilderung. Die Umgebung des Hauses in der Einöde stellt sich als „recht lieblich“ heraus. Die Königstochter versteckt tags unter der hässlichen Haut ihre Schönheit, die sie nur nachts zeigt. Dabei passen Eulenschrei und Mondschein zu dem Hexenhaften, was die Leute an der alten Frau sehen, deren Sichel in ihrer Form schon den Mond andeutet. Auch der „junge Herr“ wird bei der Hütte und in der Stadt mit freundlichem Argwohn bedacht.
Sigmund Freud zeigt im Vergleich mit der Wahl des Paris (Ilias), Amor und Psyche, Aschenputtel, Shakespeares Der Kaufmann von Venedig, König Lear und Die Gänsehirtin am Brunnen, dass die dritte Tochter mit ihrer stillen Gabe die Totengöttin ist, die aber zur Liebesgöttin verklärt wird. Das unbegründete Schuldgefühl und der soziale Rückzug sind auch Symptome einer Depression, was homöopathische Literatur mit dem Arzneimittel Natrium muriaticum (Meersalz) vergleicht. Die Gänse sind ein Attribut des Mutterarchetyps und ähneln der Ente in KHM 13 Die drei Männlein im Walde und KHM 135 Die weiße und die schwarze Braut, zum Dienst in Demut vgl. KHM 24 Frau Holle. Für Edzard Storck ist die Königstochter die junge Seele, die sich in Verdichtung begab, nachts wehmütig am Schicksalsstrom sitzt (Ps 24,2 , Ps 42,2 ), der kristallin wird im Salz, die Seele verschattend und leitend als Schicksalsseil.

## Herkunft und Varianten

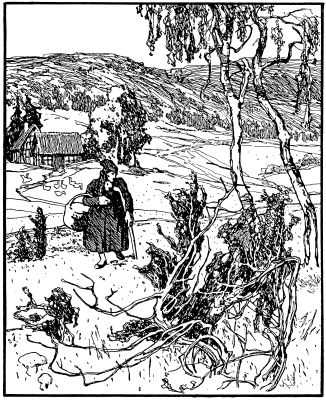
Illustration von Otto Ubbelohde, 1909

Das Märchen steht in den Kinder- und Hausmärchen der Brüder Grimm ab der 5. Auflage von 1843 an Stelle 179. Sie schreiben in ihren Anmerkungen dazu nur: „Nach einer Erzählung von Andreas Schuhmacher in Wien in Kletkes Almanach Nr. 2.“ Der dortige Text ist insgesamt länger, lebendiger und psychologisch aufschlussreicher. Es fehlt dagegen das Gedicht, das nur inhaltlich in etwa im Dialog angelegt ist. Die Perspektivwechsel sind weniger auffällig, das Ende nicht offen. Es werden Bedienstete erwähnt, aber ohne Zusammenhang zu den Gänsen. Die Handlung ist identisch. Noch vorher erschien das Märchen von Andreas Schumacher 1833 in Wien als D' Ganshiadarin.
Zum selben Märchentyp gehört Prinzessin Mäusehaut aus der 1. Auflage von Grimms Märchen. Unabhängig davon existieren zahlreiche andere mündliche Varianten und schriftliche Fassungen. Hier ist eine wichtige Variante Salz ist kostbarer als Gold, ein slowakisches Märchen, bekannt aus den Sammlungen von Pavol Dobšinský und Božena Němcová. Ein weiteres Salzmärchen ist Ludwig Bechsteins Das Unentbehrlichste (Neues deutsches Märchenbuch, Nr. 24), sehr kurz Ernst Heinrich Meiers So lieb wie das Salz (Deutsche Volksmärchen aus Schwaben, Nr. 27). Sie enden meist damit, dass sich die verstoßene Tochter zunächst unerkannt an den Hof des Vaters begibt, wo er beim Essen die Wichtigkeit des Salzes erkennt. Vgl. ferner KHM 31 Das Mädchen ohne Hände, KHM 65 Allerleirauh, KHM 94 Die kluge Bauerntochter, KHM 54a Hans Dumm.
Eng verwoben mit dem Salzmärchen ist das Kunstmärchen von Hans Christian Andersen: Der Wind erzählt von Waldemar Daa und seinen Töchtern. Hier ist allerdings der goldverliebte König aus dem Märchen zu einem hochmütigen Vater geworden, der das Glück seiner Familie der alchemistischen Suche nach Gold opfert. Auch Salz- und Liebesprobenmotiv sind bei Andersen in den Hintergrund getreten. Die jüngste Tochter verärgert den Vater, weil sie das Abholzen eines Waldes aufhalten will. Jean-François Bladé überliefert das südfranzösische Märchen Die Putenmagd: Hier ist das Salzmärchen zu einer Rahmenhandlung für ein Aschenputtelmärchen geworden. Auch Joseph Jacobs präsentiert in seiner Sammlung Englische Märchen ein Salzmärchen: Binsenkappe: Ähnlich wie bei Bladé erlebt die Protagonistin in Binsenkappe die drei Begegnungen mit dem Liebsten in der flüchtenden Art von Aschenputtel und Allerleirauh. Das Motiv existentieller Salznot ist in Jacobs Märchen ähnlich verkümmert wie in Grimms Gänsehirtin. Hier wird nur noch der Mangel am Geschmack der Speisen beklagt. Der Ursprung des Salzmotivs wird im slowakischen Märchen von Pavol Dobšinský und Božena Němcová deutlicher. Bei William Shakespeare ist das Salzmotiv ganz verschwunden – Lears Frage nach dem Liebes-Vergleich bleibt für Cordelia prinzipiell unbeantwortbar. Vgl. weiterhin Das Unentbehrlichste in Ludwig Bechsteins Neues deutsches Märchenbuch.

## Bilder

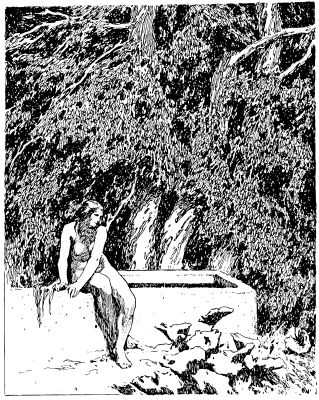
Illustration von Otto Ubbelohde, 1909

Das Bild der Gänsehirtin am Brunnen prägten die Illustrationen von Ignatius Taschner. Er schuf sein Illustrationsprogramm zu dem Märchen für die Jugendstilbuchreihe Gerlach’s Jugendbücherei: Die Gänshirtinillustrationen umfassen zwei großformatige quadratische Farbbilder, vier kleinere Farbillustrationen und fünf Schwarz-Weiß-Vignetten von unterschiedlicher Größe. Die beiden quadratischen Hauptbilder thematisieren die zentralen Märchensituationen: 1.Der junge Prinz trägt die fröhliche Alte auf seinem Rücken und 2.Die Gänsehirtin-Prinzessin sitzt am Brunnenrand.

## Film
- Es war einmal ein König (1955), nach dem slowakischen Märchen Salz ist kostbarer als Gold
- Die Gänsehirtin am Brunnen, DDR 1979, Regie: Ursula Schmenger
- Der Salzprinz (1983), slowakische Version des Märchens, nach der Variante von Božena Němcová, Deutschland/CSSR, Regie: Martin Hollý
- SimsalaGrimm, 2. Staffel, Deutschland 1999, Folge 11: Die Gänsehirtin am Brunnen
- Die Gänseprinzessin, Deutschland 2022, Folge 54 der ARD-Märchenfilmreihe Sechs auf einen Streich

## Theater und Musical
Es existieren Bühnenstücke u. a. von Uwe Hoppe (Uraufführung 2000 in Bayreuth), Robert Bürkner (Uraufführung 1947). Bei den Brüder-Grimm-Märchenfestspielen in Hanau war Die Gänsehirtin am Brunnen 2001 im Programm.

### Brüder Grimm
- Brüder Grimm: Kinder- und Hausmärchen. Vollständige Ausgabe. Mit 184 Illustrationen zeitgenössischer Künstler und einem Nachwort von Heinz Rölleke. S. 730–739. Düsseldorf und Zürich, 19. Auflage 1999, Artemis & Winkler Verlag; Patmos Verlag, ISBN 3-538-06943-3.
- Brüder Grimm: Kinder- und Hausmärchen. Ausgabe letzter Hand mit den Originalanmerkungen der Brüder Grimm. Mit einem Anhang sämtlicher, nicht in allen Auflagen veröffentlichter Märchen und Herkunftsnachweisen herausgegeben von Heinz Rölleke. Band 3: Originalanmerkungen, Herkunftsnachweise, Nachwort. S. 263, S. 509. Durchgesehene und bibliographisch ergänzte Ausgabe, Reclam-Verlag, Stuttgart 1994, ISBN 3-15-003193-1.

### Andere Variante
- Nothwendigkeit des Salzes. In: Ignaz Zingerle: Kinder- und Hausmärchen aus Tirol. Gesammelt durch die Brüder Zingerle, herausgegeben von Ignaz Vinc. Zingerle. Zweite vermehrte Auflage 1870. S. 155–156.

### Interpretationen
- Christoph Schmitt: Lieb wie das Salz. In: Enzyklopädie des Märchens. Band 8. S. 1038–1042. Berlin, New York, 1996.
- Walter Scherf: Das Märchenlexikon. Erster Band A–K. C. H. Beck, München 1995, ISBN 3-406-39911-8, S. 380–383.
- Sigmund Freud: Das Motiv der Kästchenwahl (1913). In: Sigmund Freud. Studienausgabe. Band X. Bildende Kunst und Literatur. Fischer Taschenbuch Verlag, Frankfurt am Main 1982, ISBN 3-596-27310-2, S. 181–193.
- Sigmund Freud: Die Verbrecher aus Schuldbewußtsein. In: Sigmund Freud. Studienausgabe. Band X. Bildende Kunst und Literatur. Fischer Taschenbuch Verlag, Frankfurt am Main 1982, ISBN 3-596-27310-2, S. 252–253.